# Phalacrus subtropicus
Phalacrus subtropicus là một loài bọ cánh cứng trong họ Phalacridae. Loài này được Casey miêu tả khoa học năm 1916.